# Uptown Girl
«Uptown Girl» es una canción escrita e interpretada por el músico Billy Joel, lanzada en 1983 en su álbum An Innocent Man. La letra describe a un obrero "del centro" tratando de atraer a una chica "de la alta sociedad". El sencillo alcanzó el n.º 3 de la lista de Billboard en los EE. UU., y el n.º 1 en el Reino Unido, estando en esa posición durante 5 semanas; fue el segundo sencillo más vendido de 1983 en el Reino Unido sólo sobrepasado por "Karma Chameleon" de Culture Club, que Joel había destronado de la posición número uno el 1 de noviembre de 1983. En 1988, Rolling Stone clasificó "Uptown Girl" en el nº99 en su lista de los 100 sencillos más importantes entre 1963-1988. La canción fue el 19° sencillo más vendido de los '80 en el Reino Unido.

## Inspiración
Según Joel en una entrevista en Channel Five,  la canción fue escrita sobre su relación con su novia, la supermodelo Elle Macpherson, pero finalmente Christie Brinkley se convirtió en su esposa. Joel ha dicho también que la canción fue inspirada por el Motown Sound, sonido de principio de los '60.

## Video musical

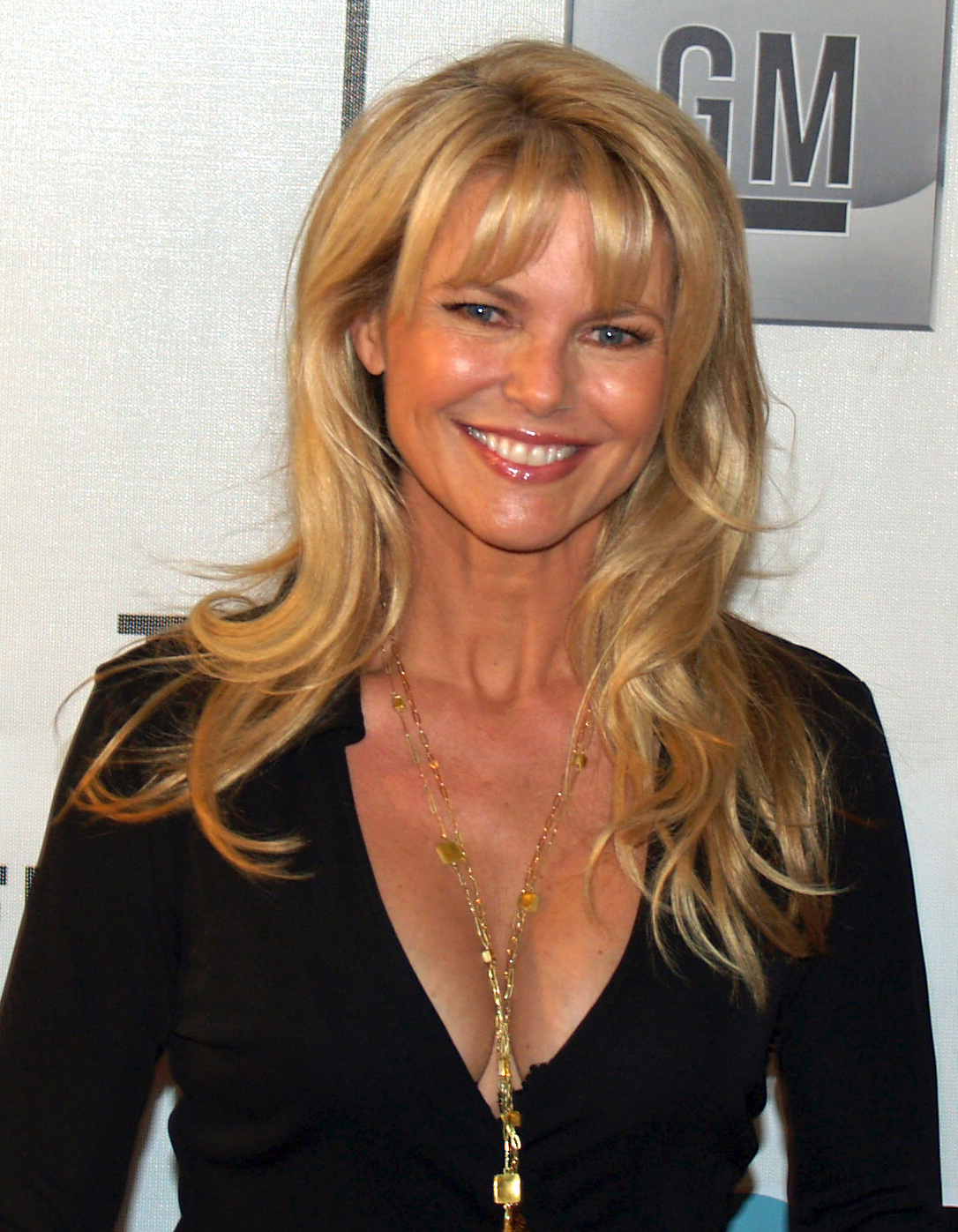
Christie Brinkley, en 2007.

El personaje principal del vídeo musical fue interpretado por Christie Brinkley. Joel y Brinkley se casaron en 1985 y divorciaron en 1994. Posteriormente, la canción no estuvo incluida en el repertorio durante el tour "River of Dreams" de 1994.
Diferentes versiones del video musical se han producido, en cual un mecánico está viendo el final del éxito "Tell Her About It" de Joel en un pequeño televisor. Dependiendo de la versión, la siguiente imagen en el televisor es una pantalla en blanco o el logotipo de la red o programa de televisión donde el vídeo estaba en marcha. De los logotipos sólo se conoce que se utilizarán los de MTV y Friday Night Videos. Una cuarta versión omite el segmento que se emitió en la noche de temas, America's Top 10 y otros programas de vídeos musicales.

## Posicionamiento
| Lista (1983)                                    | Mejor posición |
| ----------------------------------------------- | -------------- |
| Alemania Media Control Charts                   | 18             |
| Australia, Kent Music Report                    | 1              |
| Austria, Singles Chart                          | 18             |
| Japón, Oricon                                   | 64             |
| Noruega, Singles Chart                          | 3              |
| P. BajosDutch Top 40                            | 8              |
| R. Unido UK Singles Chart                       | 1              |
| EE. UU. Billboard Hot 100                       | 3              |
| EE. UU. Billboard Hot Adult Contemporary Tracks | 2              |
| EE. UU. Billboard Mainstream Rock Tracks        | 22             |

## Versión de Westlife
«Uptown Girl» es una versión y posterior lanzamiento de Westlife del segundo álbum Coast to Coast. El sencillo fue lanzado también de forma especial para el evento Comic Relief. La canción fue el 8° número 1 del grupo en el Reino Unido. En comparación, la versión de Joel pasó cinco semanas en la cima de las listas.
La canción es el nº23 de los sencillos más vendidos de la década en el Reino Unido, con ventas de 756 215 copias. Es su sencillo más vendido en el Reino Unido.
La canción fue el 6.º sencillo más vendido de 2001 en el Reino Unido.
La canción ha recibido una certificación de platino de ventas en el Reino Unido por más de 600 000 copias vendidas.

### Vídeo musical
El vídeo de esta canción fue filmado en un Café, con Claudia Schiffer como personaje principal, mientras que Robert Bathurst, James Wilby, Ioan Gruffudd, Crispin Bonham-Carter y Tim McInnerny aparecen como clientes de clase alta.

### Listas
| Lista (2001)                       | Mejor posición |
| ---------------------------------- | -------------- |
| Australia, ARIA Singles Chart      | 6              |
| Austria, Singles Chart             | 12             |
| Bélgica (Flandes), Singles Chart   | 5              |
| Dinamarca, Singles Chart           | 2              |
| Finlandia, Singles Chart           | 13             |
| Francia, SNEP                      | 8              |
| Alemania, Media Control Charts     | 8              |
| Irlanda, Singles Chart             | 1              |
| Italia, Singles Chart              | 10             |
| Japón, Oricon                      | 64             |
| P. Bajos, Singles Chart            | 2              |
| Nueva Zelanda, RIANZ Singles Chart | 4              |
| Noruega, Singles Chart             | 3              |
| Suecia, Singles Chart              | 2              |
| Suiza, Singles Chart               | 13             |
| UK Singles Chart                   | 1              |
| R.Unido, Lista de radiodifusión    | 9              |

| Lista (2000–2009)              | Mejor posición |
| ------------------------------ | -------------- |
| UK Top 100 Songs of the Decade | 23             |

Un álbum de vídeo de este sencillo fue lanzado el 12 de marzo de 2001 y fue directo al n.º 1.

## Otras versiones
- La canción fue reeditada por Alvin and the Chipmunks en su serie animada de TV en los '80.
- Una versión de la canción fue grabada por Aaron Carter cuando era un niño y su hermano mayor Nick Carter, cuando los Backstreet Boys tenían mucha fama.
- Me First and the Gimme Gimmes reeditaron la canción para el álbum de 1997 Have a Ball. Su versión es a menudo erróneamente acreditada Weezer debido al mal nombramiento al archivo disponible en Internet.
- El cantante alemán Max Raabe, líder de la banda y Palast Orchester reeditó en versión cabaret (estilo de la banda) para su álbum de 2002 Super Hits 2.[6]
- Tinchy Stryder hizo una versión de rap en su mixtape Back U Know, el tema destacado Wiley.
- Una versión Folk/Acústica de la canción apareció en el EP de Allan Moon de 2006.
- En la serie Glee, el grupo  The Warblers hace un "cover" de la canción en el capítulo The First Time de la temporada 3. (2011)
- El grupo surcoreano TWS  interpretó una versión de la canción en 2024 durante el programa “The Seasons: Artist with Zico” de KBS. Posteriormente, el 28 de junio de 2024, la grabación fue publicada como sencillo digital. La versión de TWS conserva la melodía central de Billy Joel, pero se distingue por su sonido ''8-bit'', con sintetizadores retro y guitarras ambientales, y un arreglo coral vibrante que la aleja de la producción clásica de los años ochenta.